# Kunst im öffentlichen Raum in Wenden (Sauerland)
Kunst im öffentlichen Raum in Wenden umfasst öffentlich zugängliche Plastiken, Skulpturen, Brunnen, Wandmalereien, Mosaike und Graffiti im Gebiet der sauerländischen Gemeinde Wenden im Kreis Olpe. Die nachstehende Liste von Kunstwerken im öffentlichen Raum ist nicht vollständig. Sie wird kontinuierlich ergänzt.

## Liste
| Bild | Titel/Bezeichnung | Standort            | Künstler                              | Entstehung | Anmerkungen                                                            |
| ---- | ----------------- | ------------------- | ------------------------------------- | ---------- | ---------------------------------------------------------------------- |
|      | Rathausbrunnen    | Hauptstraße 75 Lage |                                       |            |                                                                        |
|      | Feuer/Wasser      | Wendener Hütte      | Marlies Backhaus                      |            | Das Kunstwerk ist Teil des am 12. Mai 2019 eröffneten Skulpturenpfads. |
|      | Lighthouse II     | Wendener Hütte      | Volker Schnüttgen                     |            | Das Kunstwerk ist Teil des am 12. Mai 2019 eröffneten Skulpturenpfads. |
|      | Erz               | Wendener Hütte      | Stefanie Schenk-Busse und Björn Busse |            | Das Kunstwerk ist Teil des am 12. Mai 2019 eröffneten Skulpturenpfads. |
|      | Meiler            | Wendener Hütte      | Stefanie Schenk-Busse und Björn Busse |            | Das Kunstwerk ist Teil des am 12. Mai 2019 eröffneten Skulpturenpfads. |